# Ouragan Nicholas (2021)
Pour les articles homonymes, voir Cyclone tropical Nicholas.
L’ouragan Nicholas est le quatorzième cyclone tropical nommé et le sixième ouragan de la saison cyclonique 2021 dans l'océan Atlantique nord. Il est né à partir d'une onde tropicale passant sur la côte de la mer des Caraïbes et qui s'est développée en tempête tropicale le 12 septembre 2021 sur le sud-ouest du golfe du Mexique. Suivant une trajectoire similaire à celle de l'ouragan Harvey en 2017, il a réussi à atteindre le niveau d'ouragan de catégorie 1 avant de toucher la côte texane le 14 septembre. Même s'il a perdu de son intensité rapidement, son mouvement lent le long de la côte vers la Louisiane lui a permis de donner des pluies diluviennes de plus de 300 mm sur la côte du Golfe jusqu'au panhandle de Floride et en Géorgie. Nicholas est finalement devenu post-tropical la nuit du 15 au 16 septembre 2021.
Les pertes assurées furent estimées initialement à 700 millions $US en comparant avec d'autres cyclones tropicaux ayant touché la région selon un expert en réassurance. La firme AON les a réestimées à 1 milliard $US ou plus en octobre. Aucun décès n'est à signaler

## Évolution météorologique

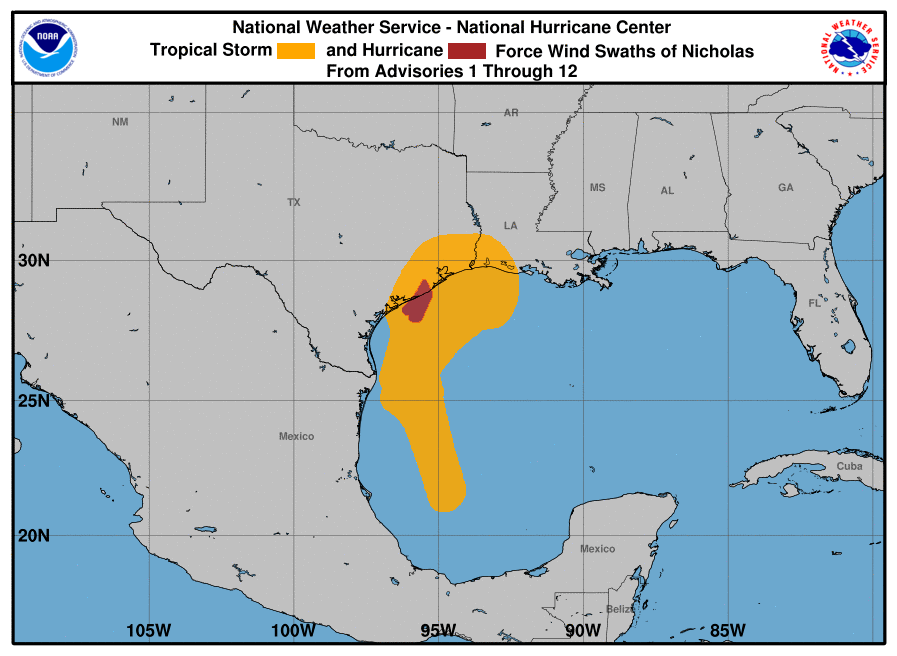
Corridor de vent avec Nicholas (force de tempête en orange, ouragan en rouge).

Le 9 septembre, le NHC a commencé à surveiller une onde tropicale sur l'ouest de la mer des Caraïbes, traversant le nord de l'Amérique centrale et la péninsule du Yucatán vers la baie de Campêche. Le lendemain, l'onde interagissait avec un creux barométrique de surface au-dessus du sud-ouest du golfe du Mexique, produisant des averses et des orages désorganisés dans toute la région. Les précipitations se sont mieux organisés le 12 septembre et le premier bulletin pour la tempête tropicale Nicholas fut lancé à 15 h UTC. 
Tôt le matin du 13 septembre, Nicholas était à 75 km au sud-est de l'embouchure du Rio Grande et menaçant la côte texane de pluie diluvienne sur une trajectoire similaire à celle de l'ouragan Harvey en 2017, des alertes cycloniques étaient donc en vigueur pour cette région. De même des alertes de pluie abondante causant des inondations furent émises pour la côte texane et le sud de la Louisiane, plus tard étendues au  sud du Mississippi jusqu'à la côte de l'Alabama.
À 3 h UTC le 14, le NHC a rehaussé Nicholas au niveau d'ouragan de catégorie 1 à la suite du rapport d'une station météorologique dans la baie de Matagorda qui signala des vents soutenus de 66 nœuds (122 km/h) avec rafales à 83 nœuds (154 km/h). Il était alors à 30 km au sud-est de Matagorda (Texas). À 5 h 30 UTC, le système à touché la côte sur l'est de la péninsule de Matagorda et a ensuite suivi la côte juste à l'intérieur dans les terres, redevenant une tempête tropicale et ralentissant son déplacement durant les heures suivantes.
À 0 h UTC le 15, le NHC a déclassé Nicholas en dépression tropicale alors que le système était à 40 km à l'ouest de Port Arthur (Texas) et se déplaçait à moins de 10 km/h, poussant les avertissements de pluie jusqu'en Floride. Durant la nuit, la responsabilité pour le système est passé au Weather Prediction Center (WPC) et à 15 h UTC, ce dernier a positionné Nicholas dans le sud-ouest de la Louisiane bougeant très lentement vers l'est.
Le WPC a déclaré Nicholas une dépression post-tropicale à 9 h UTC le 16 alors qu'elle était à 95 km au sud-sud-est de Lafayette (Louisiane) près de la Grosse-Île-du-Vermillion. Par la suite, le système est remonté lentement vers le nord-ouest, passant à l'ouest d'Alexandria (Louisiane) tôt le 17 septembre et s'est dissipé dans le nord de l'État plus tard en journée.

## Préparatifs
Au Texas, les totaux prévus des précipitations étant de 200 à 400 mm, le réservoir près de Houston a été abaissé de 300 mm. Les écoles du sud du Texas ont suspendu les cours pour le 13 septembre,. Au moins 330 vols provenant de l'aéroport international William P. Hobby et de l'aéroport intercontinental George-Bush de Houston ont été annulés. Dans le comté de Harris, les sites de test COVID-19 ont été fermés. Tard le 13 septembre, service de traversier entre Galveston et la péninsule de Bolivar ont été suspendus. Le service a repris le lendemain. Le gouverneur du Texas, Greg Abbott, a émis une déclaration de catastrophe pour 17 comtés du sud-est du Texas et a ordonné au Centre des mesures d'urgence d'être sur un pied d'alerte.
La côte de la Louisiane, qui a été frappée par l'ouragan Ida quelques semaines plus tôt, devait recevoir de 125 à 250 mm de pluie et le gouverneur, John Bel Edwards, a déclaré l'état d'urgence et a noté que les zones se relevant lentement de d’Ida seraient à nouveau touchées. Il a demandé une déclaration de catastrophe fédérale, qui a été approuvée par le président Joe Biden le 14 septembre. La Garde nationale de Louisiane a déployé 80 véhicules de haute mer, 23 bateaux et 15 avions.

## Impact
| État                 | Pluie max (mm)    | Rafale max (km/h) |
| -------------------- | ----------------- | ----------------- |
| Alabama              | 6,44 po (164 mm)  |                   |
| Panhandle de Floride | 8,21 po (209 mm)  |                   |
| Louisiane            | 10,58 po (269 mm) | 49 mi/h (79 km/h) |
| Mississippi          | 7,19 po (183 mm)  | 49 mi/h (79 km/h) |
| Texas                | 13,96 po (355 mm) | 83 kt (154 km/h)  |

### Texas

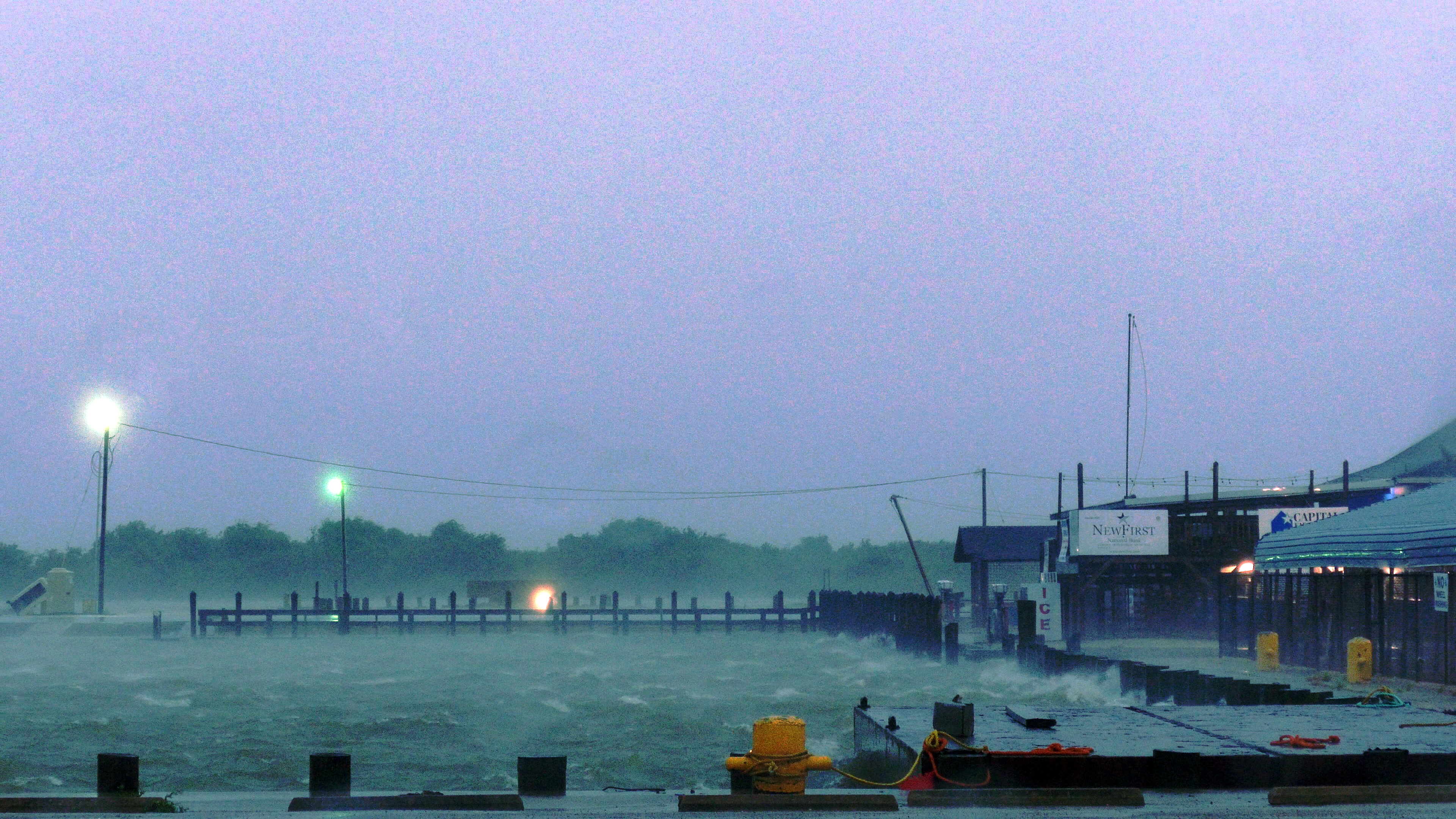
Le port de Matagorda lors de l'arrivée de Nicholas.

Nicholas a coupé le courant à plus d'un demi-million de foyers et entreprises au Texas et fait des dégâts par le vent. Mais c'est la pluie qui a eu le plus d'impacts alors qu'il est tombé 350 mm à Galveston et 150 mm à Houston, causant des inondations importantes sur l'est de l'État.
L'onde de tempête à aussi laissé la mer envahir la côte. Ainsi, à Port O'Connor, près de Galveston, la surcote a atteint près de 1,2 m et plusieurs routes ont été fermées en raison d'inondations et de débris, y compris une section de la I-10 et de la route d'État 225 du Texas,.
Des sections du quartier historique de Strand à Galveston ont été inondées. La Colonial Pipeline a fermé deux oléoducs de Houston à la Caroline du Nord en raison des pannes de courant. Cette fermeture s'est produite deux semaines seulement après la fermeture des mêmes pipelines en raison de l'ouragan Ida.

### Louisiane
Au moins 120 000 clients ont été privés d'électricité en Louisiane où la pluie a causé des inondations. Il est tombé de 125 à 250 mm sur la moitié sud de l'État avec un maximum de 269 mm à Bunkie, 150 mm à La Nouvelle-Orléans et 135 mm à Baton Rouge.             